# صموئيل روسيتر بيتس
صموئيل روسيتر بيتس (بالإنجليزية: Samuel Rossiter Betts)‏ (و. 1787 – 1868 م) هو سياسي، ومحام، وقاض من الولايات المتحدة الأمريكية .
وهو عضو في الحزب الديمقراطي الأمريكي .